# إندورامين
الإندورامين (بالإنجليزية: Indoramin)‏ ينتمي لمجموعة حاصرات ألفا. يستخدم من أجل ارتفاع ضغط الدم، وتضخم البروستات عند الرجال. متوفر على شكل مضغوطات. هو عامل بيبريديني مضاد أدرنالجي.
وهو مناهض لمستقبلات الأندروجينية الفا 1 مع فعل مثبط مباشر لعضلة القلب. لذلك لا ينتج عنه تسرع قلب انعكاسي. ويستخدم أيضا في فرط تنسج البروستات.
يعمل الاندورامين في حال ارتفاع الضفط الشرياني من خلال العمل على استرخاء الأوعية الدموية. مما يسمح للدم والأكسجين بالدوران بحرية أكبر حول الجسم، مما يخفض ضغط الدم وينقص الجهد على القلب. يستخدم بالمشاركة مع أدوية أخرى لإنقاص ضغط الدم عندما لا تكفي وحدها.

## قبل تناول الاندورامين
تأكد من أن طبيبك والصيدلي يعلم:
- إذا كان لديك مشاكل كبدية أو كلوية أو قلبية.
- إذا كنت تعاني من داء باركنسون أو الصرع.
- إذا حصل وتعرضت للاكتئاب.
- إذا شعرت بالدوار أو الاغماء عند الوقوف أو في حال سبق وعانيت من الاغماء بعد التبول.
- إذا كان من المقرر أن تقوم بعملية جراحية في العين (الساد).
- إذا كنت حامل أو تخططين للحمل أو مرضع.
- إذا عانيت سابقا من تفاعل تحسسي تجاه هذا الدواء أو غيره.
- إذا كنت تتناول أدوية أخرى بما فيها المتوفرة بدون وصفة طبية والأدوية العشبية والمكملات الغذائية.

## تعليمات
- خذه كما وصفه الطبيب تماماً. ويؤخذ عادة 2 إلى 3 مرات في اليوم.
- لا يهم إذا تناولته قبل الطعام أو بعده.
- حاول أن تأخذ الإندورامين في نفس الوقت كل يوم لتتجنب نسيان الجرعات.
- في حال نسيت تناول جرعة ما خذها فور تذكرك إلا إذا تذكرت في وقت قريب من موعد الجرعة التالية، لا تأخذ جرعتين معاً لتستدرك الجرعة المنسية.

## الآثار الجانبية
- النعاس: إذا حصل ذلك لا تقود أو تعمل على آلات ثقيلة. لا تشرب الكحول.

الدوار والإغماء خاصة عند النهوض من الوضعية الاستلقاء إلى الجلوس: قم بتغيير وضعيتك ببطء. إذا بدأت تشعر بالدوار، استلق حتى لا يغمى عليك، ثم اجلس عدة دقائق قبل الوقوف لتتجنب عودة الدوار.
- جفاف الفم: جرب مضغ علكة خالية من السكر.
- انسداد الأنف، وزيادة الوزن، ومشاكل جنسية، واكتئاب وصداع: إذا أصبحت أي منها تسبب مشكلة تحدث إلى طبيبك.
- إذا ظهرت أية أعراض أخرى عند تناول الدواء، قم بمناقشتها مع طبيبك أو الصيدلي.

## التخزين
- احفظ كل الأدوية بعيدا عن متناول الأطفال ومرآهم.
- خزنه في مكان جاف وبارد بعيداً عن الحرارة المباشرة والضوء.